# Calabrais (cheval)
Pour les articles homonymes, voir Calabrais (homonymie).
Le Calabrais (italien : Calabrese) est une race de chevaux de selle italiens originaire de Calabre. Si ses origines remontent à avant la fondation de l'Empire romain, c'est à partir de la domination des Bourbons en Italie qu'il a pris la plupart des caractéristiques qu'on lui connait actuellement. Ses influences les plus marquées sont arabes et andalouses, mais il a aussi été croisé plus récemment avec le Pur-sang anglais et le Hackney. C'est un cheval avec une tête fine mais au corps solide et aux articulations puissantes. Il est aujourd'hui destiné principalement au saut d'obstacles.

## Dénomination
D'après l'écrivain Giacomo Giammatteo, la seule graphie juste du nom de cette race de chevaux fait appel à une initiale en lettre majuscule, dans la mesure où cette race est nommée d'après la région italienne de la Calabre.
Le Calabrais prend en effet son nom de la Calabre, région du sud de l'Italie où il a été développé.

## Histoire
C'est une race indigène de l'Italie. La race a une longue histoire, descendant des chevaux élevés en Italie avant la fondation de l'Empire romain. Cependant, les caractéristiques actuelles ont commencé à se développer dans la région pendant la domination des Bourbons, par le croisement entre l'Arabe et l'Andalou.
Du Moyen Âge au début des années 1700, la race subit une baisse d'utilisation au profit du mulet. Si le mulet se multiplie, c'est qu'il est considéré comme plus capable de faire face aux terrains difficiles et à la charge de travail que le cheval. Du milieu des années 1700 au milieu des années 1880, la race retrouve de l'intérêt avec l'introduction de nouveaux apports de sang arabe et andalou. Cependant, en 1874 la race ralentit de nouveau lorsque plusieurs lignées sont fermées ou divisées à la suite d'un décret.
Dans les années 1900, la race se renouvelle avec l'introduction de croisements Pur-sang, arabe, andalou et Hackney. Le Pur Sang est utilisé pour améliorer la performance et augmenter la stature de la race, tandis que le sang arabe continue toujours à être ajouté pour assurer à la race son raffinement et ses caractéristiques orientales.

## Description
C'est un cheval de taille moyenne, toisant entre 1,60 m et 1,65 m au garrot.
Sa tête est plutôt fine, parfois un peu longue, le profil rectiligne ou légèrement convexe. L'encolure est bien proportionnée et le garrot fort. Le dos est fort, ainsi que la croupe même si elle est légèrement inclinée. L'avant-main est large, les membres solides et les articulations puissantes. Les sabots sont larges et solides.

## Utilisations
Le Calabrais est tout à fait adapté pour le saut d'obstacles. De par ses qualités premières, équilibre, force, rapidité et résistance, il est très apprécié et recherché. C'est aussi un excellent maître d'école, particulièrement utilisé dans l'enseignement des jeunes cavaliers.

## Diffusion de l'élevage
La base de données DAD-IS n'indique pas de niveau de menace, ni de relevé d'effectifs. L'étude menée par l'université d'Uppsala, publiée en août 2010 pour la FAO, le signale sous le nom de « Calabrian » comme race locale d'Europe, dont le niveau de menace est inconnu.  Par ailleurs, l'ouvrage Equine Science (4e édition de 2012) le classe parmi les races de chevaux de selle peu connues au niveau international.